# Louisa Johnson
Louisa Johnson er en engelsk sanger som vandt sæson 12 af det britiske udgave af X Factor